# Gradets (distrikt i Bulgarien, Vidin)
Gradets (bulgariska: Градец) är ett distrikt i Bulgarien.   Det ligger i kommunen Obsjtina Vidin och regionen Vidin, i den nordvästra delen av landet, 150 km norr om huvudstaden Sofia.
Trakten runt Gradets består till största delen av jordbruksmark. Runt Gradets är det ganska tätbefolkat, med 134 invånare per kvadratkilometer.